# 2016-os szingapúri műugró-Grand Prix-verseny
A Nemzetközi Úszószövetség (FINA) 2016-ban a 22. alkalommal rendezte meg november 4. és november 6. között a műugró-Grand Prix-versenysorozatot, melynek nyolcadik és egyben utolsó állomása a délkelet-ázsiai Szingapúr volt.

## Eredmények

### Éremtáblázat
| #        | nemzet     | arany | ezüst | bronz | összesen |
| 1        | Japán      | 5     | 4     | 1     | 10       |
| 2        | Kína       | 2     | 1     | 0     | 3        |
| 3        | Ukrajna    | 1     | 0     | 2     | 3        |
| 4        | Ausztrália | 0     | 1     | 1     | 2        |
| 4        | Szingapúr  | 0     | 1     | 1     | 2        |
| 6        | Malajzia   | 0     | 0     | 1     | 1        |
| összesen | összesen   | 8     | 7     | 6     | 21       |

### Éremszerzők
| versenyszám          | arany                                               | ezüst                             | bronz                                    |
| férfiak              |                                                     |                                   |                                          |
| 3 m                  | Csen Lin-haj (Chen Linhai)                          | Li Lin-vej (Li Linwei)            | Araki Juto                               |
| 3 m szinkron         | Csen Lin-haj (Chen Linhai) / Li Lin-vej (Li Linwei) | Araki Juto / Haszegava Eidzsi     | Timothy Han Kuan Lee / Mark Han Ming Lee |
| 10 m                 | Reo Nisida                                          | Okadzsima Taicsi                  | Jevhenij Naumenko                        |
| nők                  |                                                     |                                   |                                          |
| 3 m                  | Mijamoto Hazuki                                     | Itahasi Minami                    | Kimberly Bong Qian Ping                  |
| 10 m                 | Sasaki Nana                                         | Arai Macuri                       | Nikita Hains                             |
| 10 m szinkron        | Arai Macuri / Sasaki Nana                           | Tamara Irvine / Nikita Hains      | Sofiia Lyskun / Valeriia Liulko          |
| vegyes csapatverseny |                                                     |                                   |                                          |
| 3 m szinkron         | Mijamoto Hazuki / Reo Nisida                        | Tan Ashlee Yi Xuan / Joshua Chong | nem adták ki                             |
| 10 m szinkron        | Jevhenij Naumenko / Valeriia Liulko                 | nem adták ki                      | nem adták ki                             |

## A versenyen részt vevő nemzetek
A Grand Prix-n 6 nemzet 24 sportolója – 12 férfi és 12 nő – vett részt, az alábbi megbontásban:
| nemzet     | F | N | nemzet    | F | N |
| Ausztrália | 0 | 2 | Malajzia  | 0 | 2 |
| Kína       | 2 | 0 | Szingapúr | 3 | 1 |
| Japán      | 4 | 4 | Ukrajna   | 3 | 3 |

F = férfi, N = nő

## Versenyszámok

### Férfiak

#### 3 méteres műugrás
| # | Ország    | Név                        | Selejtező | Selejtező | Középdöntő | Középdöntő | Középdöntő | Középdöntő | Döntő   | Döntő  |
| # | Ország    | Név                        | Selejtező | Selejtező | A          | A          | B          | B          | Döntő   | Döntő  |
| # | Ország    | Név                        | Rangsor   | Pontok    | Rangsor    | Pontok     | Rangsor    | Pontok     | Rangsor | Pontok |
| - | --------- | -------------------------- | --------- | --------- | ---------- | ---------- | ---------- | ---------- | ------- | ------ |
|   | Kína      | Csen Lin-haj (Chen Linhai) | 1         | 427,80    |            |            | 1          | 450,85     | 1       | 436,80 |
|   | Kína      | Li Lin-vej (Li Linwei)     | 2         | 411,05    | 1          | 422,05     |            |            | 2       | 412,60 |
|   | Japán     | Araki Juto                 | 3         | 373,50    |            |            | 2          | 372,25     | 3       | 368,35 |
| 4 | Japán     | Haszegava Eidzsi           | 7         | 270,60    |            |            | 3          | 346,55     | 4       | 357,90 |
| 5 | Szingapúr | Mark Han Ming Lee          | 4         | 347,80    | 2          | 328,35     |            |            | 5       | 336,60 |
| 6 | Szingapúr | Joshua Chong               | 6         | 275,70    | 3          | 278,55     |            |            | 6       | 270,10 |
|   |           |                            |           |           |            |            |            |            |         |        |
| 7 | Szingapúr | Timothy Han Kuan Lee       | 5         | 313,20    |            |            | 4          | 318,20     |         |        |

#### 3 méteres szinkronugrás
| # | Ország    | Név                                                 | Pontok |
| - | --------- | --------------------------------------------------- | ------ |
|   | Kína      | Csen Lin-haj (Chen Linhai) / Li Lin-vej (Li Linwei) | 366,42 |
|   | Japán     | Araki Juto / Haszegava Eidzsi                       | 342,57 |
|   | Szingapúr | Timothy Han Kuan Lee / Mark Han Ming Lee            | 329,67 |
| 4 | Ukrajna   | Mikita Krivopisin / Illia Trushyn                   | 297,96 |

#### 10 méteres toronyugrás
| # | Ország  | Név               | Selejtező | Selejtező | Középdöntő | Középdöntő | Középdöntő | Középdöntő | Döntő   | Döntő  |
| # | Ország  | Név               | Selejtező | Selejtező | A          | A          | B          | B          | Döntő   | Döntő  |
| # | Ország  | Név               | Rangsor   | Pontok    | Rangsor    | Pontok     | Rangsor    | Pontok     | Rangsor | Pontok |
| - | ------- | ----------------- | --------- | --------- | ---------- | ---------- | ---------- | ---------- | ------- | ------ |
|   | Japán   | Reo Nisida        | 2         | 370,20    | 1          | 319,50     |            |            | 1       | 409,00 |
|   | Japán   | Okadzsima Taicsi  | 1         | 382,95    |            |            | 1          | 363,20     | 2       | 376,70 |
|   | Ukrajna | Jevhenij Naumenko | 3         | 278,30    |            |            | 2          | 317,65     | 3       | 276,25 |

### Nők

#### 3 méteres műugrás
| # | Ország    | Név                     | Selejtező | Selejtező | Középdöntő | Középdöntő | Középdöntő | Középdöntő | Döntő   | Döntő  |
| # | Ország    | Név                     | Selejtező | Selejtező | A          | A          | B          | B          | Döntő   | Döntő  |
| # | Ország    | Név                     | Rangsor   | Pontok    | Rangsor    | Pontok     | Rangsor    | Pontok     | Rangsor | Pontok |
| - | --------- | ----------------------- | --------- | --------- | ---------- | ---------- | ---------- | ---------- | ------- | ------ |
|   | Japán     | Mijamoto Hazuki         | 2         | 246,00    | 1          | 275,60     |            |            | 1       | 281,40 |
|   | Japán     | Itahasi Minami          | 1         | 295,95    |            |            | 1          | 267,45     | 2       | 280,85 |
|   | Malajzia  | Kimberly Bong Qian Ping | 4         | 195,55    | 2          | 203,50     |            |            | 3       | 209,10 |
| 4 | Szingapúr | Tan Ashlee Yi Xuan      | 3         | 216,40    |            |            | 2          | 228,15     |         |        |

#### 10 méteres toronyugrás
| # | Ország     | Név                  | Selejtező | Selejtező | Középdöntő | Középdöntő | Középdöntő | Középdöntő | Döntő   | Döntő  |
| # | Ország     | Név                  | Selejtező | Selejtező | A          | A          | B          | B          | Döntő   | Döntő  |
| # | Ország     | Név                  | Rangsor   | Pontok    | Rangsor    | Pontok     | Rangsor    | Pontok     | Rangsor | Pontok |
| - | ---------- | -------------------- | --------- | --------- | ---------- | ---------- | ---------- | ---------- | ------- | ------ |
|   | Japán      | Sasaki Nana          | 1         | 288,70    |            |            | 1          | 326,10     | 1       | 318,90 |
|   | Japán      | Arai Macuri          | 3         | 266,15    |            |            | 2          | 269,30     | 2       | 294,40 |
|   | Ausztrália | Nikita Hains         | 5         | 248,45    |            |            | 3          | 267,75     | 3       | 261,85 |
| 4 | Ukrajna    | Vlada Tacsenko       | 4         | 252,85    | 2          | 246,20     |            |            | 4       | 252,25 |
| 5 | Ukrajna    | Valeriia Liulko      | 6         | 223,75    | 1          | 247,85     |            |            | 5       | 251,05 |
| 6 | Ausztrália | Tamara Irvine        | 2         | 287,90    | 3          | 226,00     |            |            | 6       | 248,40 |
|   |            |                      |           |           |            |            |            |            |         |        |
| 7 | Malajzia   | Traisy Vivien Tukiet | 7         | 177,35    |            |            | 4          | 163,65     |         |        |

#### 10 méteres szinkronugrás
| # | Ország     | Név                             | Pontok |
| - | ---------- | ------------------------------- | ------ |
|   | Japán      | Arai Macuri / Sasaki Nana       | 276,48 |
|   | Ausztrália | Tamara Irvine / Nikita Hains    | 253,38 |
|   | Ukrajna    | Sofiia Lyskun / Valeriia Liulko | 250,23 |

### Vegyes csapatverseny

#### Vegyes 3 méteres szinkronugrás
| # | Ország    | Név                               | Pontok |
| - | --------- | --------------------------------- | ------ |
|   | Japán     | Mijamoto Hazuki / Reo Nisida      | 263,10 |
|   | Szingapúr | Tan Ashlee Yi Xuan / Joshua Chong | 243,78 |

#### Vegyes 10 méteres szinkronugrás
| # | Ország  | Név                                 | Pontok |
| - | ------- | ----------------------------------- | ------ |
|   | Ukrajna | Jevhenij Naumenko / Valeriia Liulko | 259,62 |